# Лейф Сегерстам
Лейф Сегерстам (фін. Leif Segerstam; 2 березня 1944, Вааса — 9 жовтня 2024) — фінський диригент і композитор.

## Біографія
Лейф Сегерстам народився 2 березня 1944 року у Ваасі, Фінляндія.
Батько композитора, Селім Сегерстам, уроджений Сігфрідс (9 квітня 1904 р. Уусікірко — 2 жовтня 1963 р. Гельсінкі), навчався в Академії Сібеліуса, з 1947 року працював учителем в шведськомовній початковій школі в Гельсінкі, а також хоровим диригентом і керівником декількох хорів; робив аранжування народних пісень для хорового виконання, уклав збірку пісень Vår sångbok, опубліковану в 1952 році, на якому співали шведськомовні учні молодого покоління.
У 1962 році, будучи абітурієнтом Академії імені Сібеліуса, виграв національний конкурс піаністів імені Май Лінд. Потім закінчив академію, після чого стажувався у Джульярдській школі.
Очолював Симфонічний оркестр Віденського радіо (1975—1982), Симфонічний оркестр Фінського радіо (1977—1987), Данський національний симфонічний оркестр (1988—1995), Гельсінський філармонічний оркестр (1995—2007). Неодноразово гастролював у Росії. З 1997 року Сегерстам викладає диригування в Академії Сібеліуса.
Як композитор відомий, перш за все, численними симфоніями, написаними, як правило, для оркестру, що грає без диригента: в травні 2016 року їх були вже 300. Крім них, написав близько 30 струнних квартетів, численні концерти — 13 скрипкових (два останніх носять номера 12,222 і 13,333), 8 віолончельних, 4 альтовий, 4 фортепіанних і 3 для валторни.
Велика дискографія Сегерстама включає твори Альбана Берга, Йоганнеса Брамса (всі симфонії), Карла Біргера Блумдаля, Ріхарда Вагнера, Джона Корільяно, Еріха Вольфганга Корнгольда, Вітольда Лютославського, Густава Малера (всі симфонії з Данським національним симфонічним оркестром), Модеста Мусоргського, Пера Нергора, Карла Нільсена, Аллана Петтерссона, Ейноюгані Раутаваара (всі симфонії з декількома оркестрами), Ганса Ротта, Вольфганга Рима, Альбера Русселя, Яна Сібеліуса (всі симфонії з Данським національним симфонічним оркестром; всі симфонії з Гельсінським філармонічним оркестром), Олександра Скрябіна (всі симфонії), Флорана Шмітта, Альфреда Шнітке. Серед творів, вперше виконаних під керуванням Сегерстама, — Broken Chant Гії Канчелі.
Серед учнів Сегерстама, зокрема, Сусанна Мялккі, Саша Мякіля і Маркку Лааксо.